# Chima Okoroji
Chima Sean Okoroji (Monaco di Baviera, 19 aprile 1997) è un calciatore tedesco, difensore del San Gallo.

## Caratteristiche tecniche
È un terzino sinistro.

## Carriera
Cresciuto nel settore giovanile del Bayern Monaco, nel 2015 passa all'Augusta dove gioca due stagioni con la squadra riserve in Regionalliga; nel 2017 viene acquistato dal Friburgo con cui fa il suo esordio fra i professionisti il 21 ottobre 2018 in occasione dell'incontro di Bundesliga pareggiato 1-1 contro l'Hertha Berlino. L'anno seguente viene prestato allo Jahn Ratisbona in 2. Bundesliga dove gioca una stagione da titolare collezionando 34 presenze e segnando una rete, nel pareggio per 3-3 contro l'Osnabrück; nel 2020 va nuovamente in prestito in seconda divisione, questa volta al Paderborn.
Il 29 giugno 2021 viene ceduto in prestito al Sandhausen.

## Statistiche
Statistiche aggiornate al 5 luglio 2021.

### Presenze e reti nei club
| Stagione        | Squadra         | Campionato      | Campionato | Campionato | Coppe nazionali | Coppe nazionali | Coppe nazionali | Coppe continentali | Coppe continentali | Coppe continentali | Altre coppe | Altre coppe | Altre coppe | Totale | Totale | Totale |
| Stagione        | Squadra         | Comp            | Pres       | Reti       | Comp            | Pres            | Reti            | Comp               | Pres               | Reti               | Comp        | Pres        | Reti        | Pres   | Reti   |        |
| --------------- | --------------- | --------------- | ---------- | ---------- | --------------- | --------------- | --------------- | ------------------ | ------------------ | ------------------ | ----------- | ----------- | ----------- | ------ | ------ | ------ |
| 2015-2016       | Augusta II      | RL              | 6          | 0          |                 | -               | -               |                    | -                  | -                  |             | -           | -           | 6      | 0      |        |
| 2016-2017       | Augusta II      | RL              | 33         | 0          |                 | -               | -               |                    | -                  | -                  |             | -           | -           | 33     | 0      |        |
| 2017-2018       | Friburgo II     | RL              | 35         | 0          |                 | -               | -               |                    | -                  | -                  |             | -           | -           | 35     | 0      |        |
| 2018-2019       | Friburgo II     | RL              | 14         | 1          |                 | -               | -               |                    | -                  | -                  |             | -           | -           | 14     | 1      |        |
| 2018-2019       | Friburgo        | BL              | 2          | 0          | CG              | 0               | 0               |                    | -                  | -                  |             | -           | -           | 2      | 0      |        |
| 2019-2020       | Jahn Ratisbona  | 2L              | 34         | 1          | CG              | 1               | 0               |                    | -                  | -                  |             | -           | -           | 35     | 1      |        |
| 2020-2021       | Paderborn       | 2L              | 15         | 0          | CG              | 2               | 0               |                    | -                  | -                  |             | -           | -           | 17     | 0      |        |
| Totale carriera | Totale carriera | Totale carriera | 139        | 2          |                 | 3               | 0               |                    | -                  | -                  |             | -           | -           | 142    | 2      |        |